# Écomusée de Saint-Nazaire
L'écomusée de Saint-Nazaire est situé sur le port autonome de Nantes-Saint-Nazaire face aux Chantiers de l'Atlantique. Il présente une exposition permanente, et propose des visites et ateliers sur le patrimoine et l'histoire de Saint-Nazaire.

## Histoire
Dans les années 1980, le maire Joël Batteux lance l'initiative de créer un écomusée pour sa ville. Le projet initial prévoit la construction du musée sur le toit de l'écluse fortifiée de la base sous-marine de Saint-Nazaire, et le stationnement d'un sous-marin désarmé dans l'écluse. Les constructions doivent alors s'étendre sur 2 étages pour aménager une zone de 2500 m², le tout avec un budget de 2,8 millions de francs (50% subventions d'État) alors que le musée ne dispose encore d'aucune pièce à exposer. Cependant, le ministère de la culture n'approuve pas le projet présenté, et c'est alors que l'idée d'un écomusée sur un toit est abandonnée pour resserrer le budget.
En 1986, la marine nationale fait don du sous-marin l'Espadon à la ville de Saint-Nazaire, qui devient navire musée au sein de l'écluse fortifiée, mais les travaux pour l'installation de l'écomusée au sein de cette même écluse rencontrant trop de problèmes techniques, il est décidé que celui-ci sera bâti avenue de Saint-Hubert, son adresse actuelle. L'écomusée de Saint-Nazaire ouvre finalement ses portes en 1988.
En septembre 2015, l'écomusée de Saint-Nazaire organise auprès des habitants de la ville une collecte d'objets en vue d'une exposition sur l'art de vivre des Nazairiens dans les années 1950.
Dans la nuit du 16 au 17 octobre 2015, le musée est cambriolé et la médaille du Prix Nobel de la paix, remise à Aristide Briand en 1926, est dérobée. Une photo originale d'Aristide Briand en robe d'avocat et sa carte de correspondant de presse sont également dérobées. Il s'agit du premier cambriolage du musée depuis son ouverture en 1988. Le musée avait acquis la médaille aux enchères en 2008 pour 12.200 euros.

## L’exposition permanente
« Mémoire d’Estuaire » retrace, sur 550 m², les grands thèmes de l'histoire de Saint-Nazaire, de la préhistoire à nos jours. L'histoire de la création du port au XIXe siècle et son développement avec les professions portuaires et maritimes sont évoqués par des maquettes de navires et des illustrations originales. Le label "Musée de France" a été attribué par le ministère de la Culture.
Les grandes phases de l'évolution technique et humaine des industries navale et aéronautique à Saint-Nazaire sont retracées avec la présentation de maquettes de navires célèbres dont le Normandie (1935) et le France (1962), des maquettes de soufflerie des premiers hydravions du fabricant Loire Aviation des années 1930. La ville d'avant-guerre, puis celle de la reconstruction avec l'histoire de ses habitants sont représentées par des films d'archives et des documents inédits.

## Les expositions temporaires
Parmi elles, on peut citer « Les années 50 à Saint-Nazaire », « France », « Destination côte d'Amour », « Décors de paquebots », une exposition « Tintin, Haddock et les bateaux », à la demande de l'association les 7 soleils. En 2005 l'exposition La Poche de Saint-Nazaire, pour le 60e anniversaire de la libération (11 mai 1945).

## Divers
L'écomusée gère de plus le site du Tumulus de Dissignac depuis 2004.
Il dispose aussi d’un centre de documentation ouvert au public, avec notamment une photothèque de 45 000 images d'archives sur les industries navale et aéronautique, l'histoire du port et de la ville, des ouvrages spécifiques et des dossiers documentaires sur les mêmes thèmes. Possibilité de consultation sur place, uniquement sur rendez-vous.